# Red Caps
Pour les articles homonymes, voir Red Cap.
 (décembre 2022).
Si vous disposez d'ouvrages ou d'articles de référence ou si vous connaissez des sites web de qualité traitant du thème abordé ici, merci de compléter l'article en donnant les références utiles à sa vérifiabilité et en les liant à la section « Notes et références ».
Red Caps est une série de deux albums de bande dessinée de Pierre Dubois (scénario) et  Stéphane Duval (dessin et couleurs, sauf le deuxième album colorisé par Jean-Luc Simon). Les deux albums ont été publiés en 1998.

## Synopsis
Dans les Highlands, Davey est trahi par Catriona puis traqué par le Renard Rouge[pas clair]. Il rejoint alors le clan Mac Ivor qui prépare la révolte contre le roi d'Angleterre.

## Albums
| Tome | Titre             | Parution chez Delcourt | Dessinateur et coloriste                           | ISBN                 |
| ---- | ----------------- | ---------------------- | -------------------------------------------------- | -------------------- |
| 1    | La Meute noire    | mars 1998              | Stéphane Duval                                     | (ISBN 2-84055-179-9) |
| 2    | Flèche à tonnerre | novembre 1998          | Stéphane Duval (dessin), Jean-Luc Simon (couleurs) | (ISBN 2-84055-238-8) |

## Publication
- Delcourt (Collection Terres de Légendes) : Tomes 1 et 2 (première édition des tomes 1 et 2).